# Liang Xiaojing
Liang Xiaojing (chinesisch 梁 小静, Pinyin Liáng Xiǎojìng; * 7. April 1997 in Huaiji) ist eine chinesische Leichtathletin, die sich auf den Sprint spezialisiert hat. Mit der chinesischen 4-mal-100-Meter-Staffel wurde sie dreimal Asienmeisterin und siegte 2022 bei den Asienspielen. Zudem wurde sie 2025 Asienmeisterin im 100-Meter-Lauf.

## Sportliche Laufbahn
Erste internationale Erfahrungen sammelte Liang Xiaojing 2013 bei den Jugendweltmeisterschaften in Donezk, bei denen sie über 400 Meter in das Halbfinale gelangte und mit der chinesischen Sprintstaffel (1000 Meter) im Finale disqualifiziert wurde. Im selben Jahr nahm sie mit der 4-mal-100-Meter-Staffel an den Weltmeisterschaften in Moskau teil, bei denen sie aber mit 44,22 s in der ersten Runde ausschied. 2014 siegte sie bei den zweiten Olympischen Jugendspielen in Nanjing über 100 Meter. Anschließend gewann sie bei den Juniorenasienmeisterschaften in Taipeh die Goldmedaille über 100 Meter sowie mit der chinesischen Stafette. 2015 kam bei den IAAF World Relays 2015 in der 4-mal-200-Meter-Staffel das chinesische Quartett in der Besetzung Yuan Qiqi, Kong Lingwei, Liang und Lin Huijun auf den vierten Platz und stellte mit 1:34,89 min einen Asienrekord auf. Sie nahm daraufhin an den Asienmeisterschaften in Wuhan teil, schied dort aber über 200 Meter im Vorlauf aus. Bei den Weltmeisterschaften in Peking schied Liang im 200-Meter-Bewerb und mit der 4-mal-100-Meter-Staffel im Vorlauf aus. 2016 qualifizierte sie sich mit der chinesischen Staffel für die Olympischen Spiele in Rio de Janeiro, bei denen sie aber mit 42,70 s als Neunte der Qualifikation ausschied. Bei den IAAF World Relays 2017 auf den Bahamas gewann sie mit der 4-mal-100-Meter-Staffel die Bronzemedaille und belegte mit der 4-mal-200-Meter-Staffel den achten Platz im Finale. Sie sicherten sich damit einen Startplatz für die Weltmeisterschaften in London, bei denen sie in der Vorrunde disqualifiziert wurde. 2018 gewann sie bei den Hallenasienmeisterschaften in Teheran die Goldmedaille über 60 Meter in 7,20 s. Sie qualifizierte sich damit für die Hallenweltmeisterschaften in Birmingham, bei denen sie mit 7,30 s im Halbfinale ausschied. Ende August nahm sie erstmals an den Asienspielen in Jakarta teil und belegte dort mit neuer Bestleistung von 11,42 s im Finale den fünften Platz. Zudem gewann sie mit der chinesischen Stafette in 42,84 s die Silbermedaille hinter der Mannschaft aus Bahrain.
2019 siegte sie bei den Asienmeisterschaften in Doha mit neuem Meisterschaftsrekord von 42,87 s mit der Staffel und gewann im 100-Meter-Lauf in 11,28 s die Silbermedaille hinter der Kasachin Olga Safronowa. Kurz darauf wurde sie bei den World Relays in Yokohama mit der 4-mal-200-Meter-Staffel Zweite und wurde mit der 4-mal-100-Meter-Staffel im Vorlauf disqualifiziert. Sie qualifizierte sich zudem auch für die Weltmeisterschaften in Doha, bei denen sie über 100 Meter mit 11,20 s im Halbfinale ausschied. Über 200 Meter schied sie mit 23,27 s in der ersten Runde aus und mit der Staffel gelangte sie bis in das Finale, in dem sie aber erneut wegen eines Wechselfehlers disqualifiziert wurde. 2021 startete sie über 200 m erneut bei den Olympischen Spielen in Tokio und schied dort mit 11,40 s im Vorlauf aus. Zudem belegte sie mit der Staffel in 42,71 s im Finale den sechsten Platz. Im Jahr darauf kam sie bei den Weltmeisterschaften in Eugene mit 11,25 s nicht über die ersten Runde über 100 Meter hinaus und verpasste mit der Staffel mit 42,93 s den Finaleinzug. 2023 siegte sie in 43,35 s erneut bei den Asienmeisterschaften in Bangkok gemeinsam mit Wei Yongli, Yuan Qiqi und Ge Manqi. Anschließend belegte sie bei den World University Games in Chengdu in 11,48 s den fünften Platz über 100 Meter und siegte mit der Staffel in 43,70 s. Im Oktober siegte sie in 43,39 s mit der Staffel bei den Asienspielen in Hangzhou.
Bei den World Athletics Relays 2024 auf den Bahamas kam sie in der 4-mal-100-Meter-Staffel zum Einsatz und im Jahr darauf belegte sie bei den Hallenweltmeisterschaften in Nanjing in 7,14 s den achten Platz im 60-Meter-Lauf. Im Mai wurde sie bei den World Athletics Relays in Guangzhou in der 2. Qualifikationsrunde über 4-mal 100 Meter für die Weltmeisterschaften disqualifiziert. Anschließend siegte sie in 11,37 s bei den Asienmeisterschaften in Gumi über 100 Meter sowie in 43,28 s gemeinsam mit Chen Yujie, Li Yuting und Zhu Junying auch im Staffelbewerb.
2018 wurde Liang Chinesische Meisterin im 100-Meter-Lauf sowie 2021 in der 4-mal-100-Meter-Staffel. Sie war Studentin an der South China University of Technology in Guangzhou.

## Persönliche Bestzeiten
- 100 Meter: 11,13 s (+0,7 m/s), 1. September 2019 in Berlin
  - 60 Meter (Halle): 7,14 s, 22. März 2025 in Nanjing
- 200 Meter: 22,93 s (+0,2 m/s), 3. August 2019 in Shenyang
  - 200 Meter (Halle): 23,88 s, 11. Februar 2025 in Chengdu
- 400 Meter: 54,76 s, 13. April 2013 in Weifang